# انالاماری، بتروکا
انالاماری، بتروکا (به لاتین: Analamary, Betroka) یک سکونتگاه مسکونی در ماداگاسکار است که در آنوسی (ماداگاسکار) واقع شده‌است.

## خصوصیات
انالاماری ۴٬۰۰۰ نفر جمعیت دارد و ۷۹۴ متر بالاتر از سطح دریا واقع شده‌است.